# Opfenbach
Opfenbach – miejscowość i gmina w południowych Niemczech, w kraju związkowym Bawaria, w rejencji Szwabia, w regionie Allgäu, w powiecie Lindau (Bodensee). Leży w Allgäu, około 15 km na północny wschód od Lindau (Bodensee), przy drodze B32.

## Historia
Opfenbach należał do austriackiego księstwa Bregencja-Hohenegg. W 1632 roku protestanccy Szwedzi spalili kościół wraz z probostwem, a w kolejnych latach w miejscowości panowała epidemia dżumy. Po podpisaniu traktatów pokojowych w Brnie i Bratysławie w 1805 roku miejscowość znalazła się na terytorium Bawarii. Gmina Opfenbach zawdzięcza swój obecny kształt reformie administracyjnej z 1818 roku.

## Kult maryjny

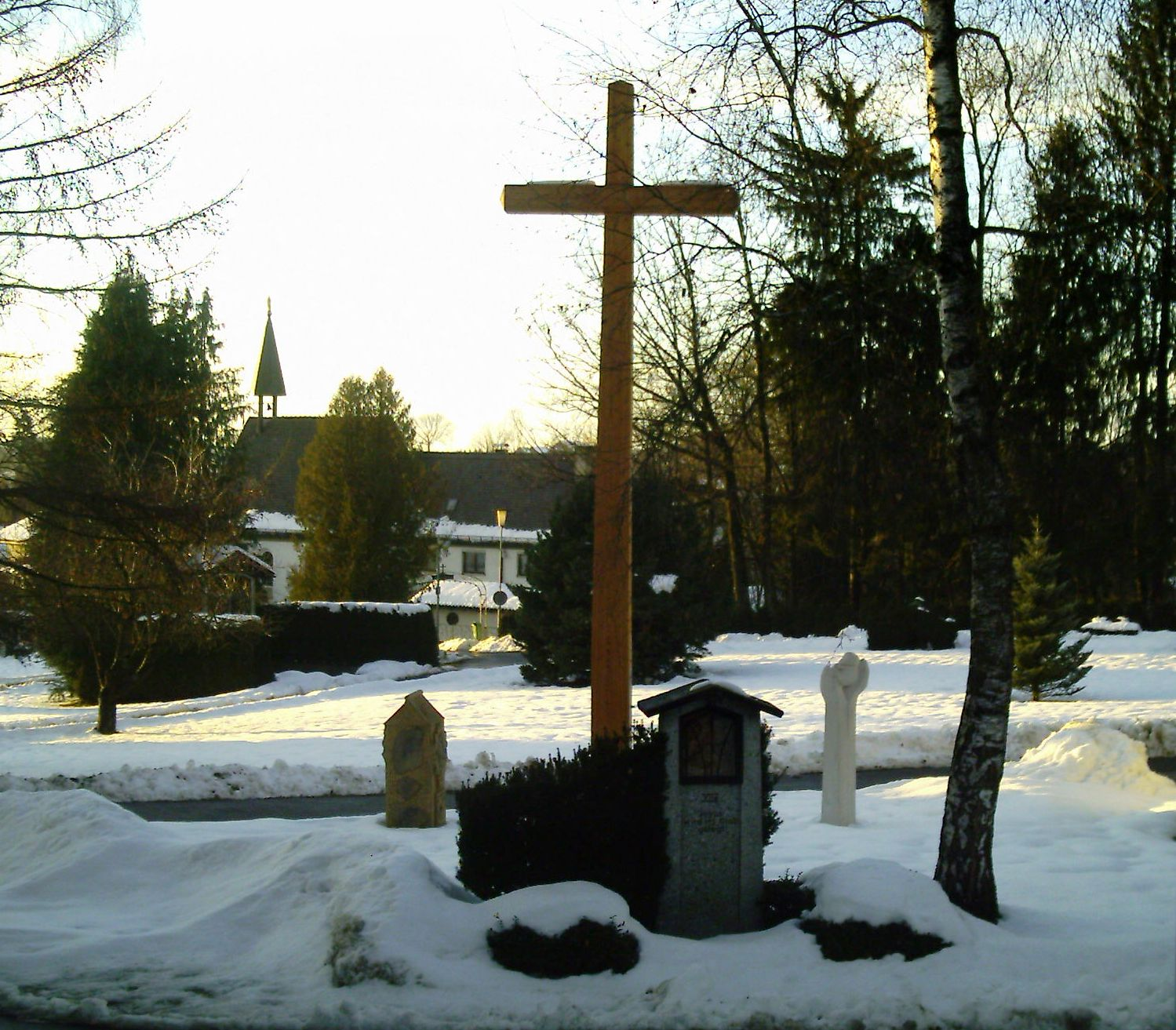
Dzielnica Wigratzbad

W dzielnicy Wigratzbad powstał dom rekolekcyjny. W miejscu rzekomych prywatnych objawień Matki Bożej, która ukazywać się miała Antonii Rädler, zbudowano kaplicę (Gnadenkapelle). Nieopodal powstał później, zbudowany ze stali, kościół (Sühnekirche). W Wigratzbad Maryja czczona jest jako "Nasza Pani od Zwycięstwa".
Szczątki Antonii Rädler i duszpasterza pielgrzymów, ks. Johannesa Schmida OP, spoczywają w grobie zbudowanym na kształt kaplicy, który znajduje się między kościołem Sühnekirche a kaplicą Gnadenkapelle.
W dzielnicy znajduje się seminarium duchowne Bractwa Kapłańskiego Świętego Piotra.

## Polityka
Wójtem gminy jest Matthias Bentz z CSU/Freie Wählerschaft, w skład rady gminy wchodzi 14 osób.
|      | CSU/Freie Wählerschaft | Unabhängige Bürgerliste | Razem |
| 2008 | 8                      | 6                       | 14    |